# Décembre 1780

## Événements
- 20 décembre : les Provinces-Unies refusent d’appliquer les clauses militaires de ses traités d’alliance avec la Grande-Bretagne et décident d’adhérer à la Ligue des neutres. Finalement, la Grande-Bretagne leur déclare la guerre (Quatrième guerre anglo-néerlandaise 1780-1784)[1].

## Naissances
- 5 décembre : Alexandre Du Mège (mort en 1862), érudit, archéologue et historien français.
- 13 décembre : Johann Wolfgang Döbereiner (mort en 1849), chimiste allemand.
- 26 décembre : Mary Somerville, scientifique écossaise.

## Décès
- 26 décembre : John Fothergill (né en 1712), médecin anglais.